# 長島康夫
長島 康夫（ながしま やすお、1937年 - ）は、島根県安来市出身（福岡県北九州市生まれ）の野球選手（投手）・監督。

## 来歴・人物
北九州で生まれたが、1945年8月に製鉄会社に勤める父親の仕事の関係で、朝鮮東部の清津に住んでいた。旧ソ連軍の侵攻で残された家族は南を目指したが、旧ソ連占領下の平壌で収容され、小学3年時に当地で終戦を迎えた。終戦の3日前に民間召集で戦地へ行った父親は行方不明となり、母が一家を支えてきた。長島も生計を助けるため、牛乳配達をしていた。
戦後の混乱で、本土に引き揚げるまでに姉を栄養失調で失うなど、過酷な1年間を過ごしながら、母、妹と共に命からがら帰国。1946年7月に長島の家族を含む30 - 40人が収容所を脱出し、命がけで北緯38度線を越えた。米軍キャンプで保護された後に博多湾へ上陸し、父親の知人をたどって安来に移り住む。この時は4年春で既に10歳、学年でいえば小学5年生であったが、終戦の年から学校に行けなかったために3年生として学校に通うようになった。父を探すために朝鮮半島に近い山陰地方の島根に住み、ニワトリ小屋に住んだり、隣に結核患者が住んでいる部屋に住んだりと恵まれない環境に一時期は身を置いた。そういう環境にいながらも、野球に出会い、学業も優秀にこなし、高校に進学することになった。1年間の療養を経たため、米子東高校への入学は2年遅れとなり、高校3年では満20歳を迎えることになる。米子東高は地理的に島根からの通学も可能であり、安来第一中学校を経て入学。
1年次の1954年、エースの義原武敏を擁して、長島は一塁手として夏の甲子園に出場。敗退した早実との2回戦で2安打と活躍したが、2年次の1955年には3番・遊撃手として夏の鳥取大会に挑み、準決勝で倉吉東に敗れた後、年齢制限にぶつかった。新チームのエースとして期待されていた秋季大会直前、チームの部長から「年齢超過で、もう試合には出られない」と告げられた。長島は野球を辞めようかと悩んだが、「試合に出られなくても野球はあと1年できる。自分の出来ることをしよう」と、裏方としてチームを支えると決めた。打撃投手や外野ノックをする役目を務め、スタンドで試合を見ては気づいた点をメモに取って木下勇監督や仲間に渡した。その前から夜遅くまで練習しており、冬には自主トレーニングにも努めた。規定により、本来なら3年の1956年夏は年齢超過で出場できないはずであったが、夏の鳥取大会開幕の約1ヶ月前に、特例での参加が認められる。6月下旬に打撃練習で投げていると集合がかかった。「自分は選手ではないから」と監督の話はいつも輪の一番外で聞いていたが、中央に呼ばれた。監督が「長島君が試合に出られることになった。さっき県高野連から連絡があった」と言うと、仲間たちから歓声が上がった。長島は「何のことか一瞬わからなかった。でもすぐにみんなが拍手をしてくれて、肩をたたかれたり、握手をし合ったりしているうちに、うれしさがこみ上げてきた」と振り返っており、後に、部長が高野連に嘆願書を出してくれていたと知った。前年夏、関西大学OBの大橋棣監督の伝手で同大野球部員で、後に大阪→阪神で活躍する村山実が指導に来た。村山に教わり、本塁上の左右にリボンを垂らして目安にし、投げ込みを繰り返すことでストライクゾーン内のどんな位置にでも自由に投げられる制球力が身についたという。村山は3年時の出場許可が出る前にも来ていたが、村山は別の投手を教えた。その横で、1年前に習ったことを思い出しながら投げていた。
エースとしてマウンドに立った長島は、木下から「一試合一試合、実戦感覚を取り戻せ」とアドバイスされる。村山から教わったというシュートを武器に鳥取大会へ臨み、公式戦の登板は14ヶ月ぶりであったが、エースとして試合に出られる嬉しさで肩が軽く感じ、快調に投げられた。初戦となる2回戦では昨年の大会で敗れた倉吉東に4-0と快勝し、長島は奪三振の完封で、自ら本塁打も放った。東中国大会では1回戦で優勝候補の倉敷工と当たり、17奪三振を記録して完封。決勝戦では被安打7、奪三振8の3-0で境を完封して本大会出場を決める。全国の舞台でも快進撃は続き、初戦の別府鶴見丘戦は12三振を奪う快投で接戦をものにする。初戦は、北九州代表の別府鶴見丘高校との対戦でした。米子東は抽選の結果、2回戦からの出場であり、別府鶴見丘からすると2戦目ということになった。実は別府鶴見丘は強力打線として注目されていた高校であり、初戦は足利工業を相手に6-2で勝っていたが、この時点での米子東は全国的には強豪と認められていなかった。別府鶴見丘の部長は「“米子東と組めば一番楽だ”と言っていた冗談が、本当になってしまった。三番岩本、四番山本が当たっており、必ず打ち勝ってみせる自信はある。」という談話を残すほどであったが、試合結果は1-0で米子東が完封。長島は与えた安打をは僅か2つのみに抑え、三塁も踏ませなかった。その日の米子市内は、ラジオがある所に人が集まり、この試合に夢中になるあまり店や官庁が休店開業の状態になった。
準々決勝も、その年の選抜優勝の中京商に3-0と完封勝ちで鳥取県勢戦後初の4強を決めた。試合は予想通りの投手戦になり、0-0のまま終盤に入ったが、8回裏に米子東は死球と二塁打で1死二、三塁のチャンスを作ると、斎木巌がスクイズを試みた。警戒していた中京商のエース安井勝は投球を外側に大きく外し、これを捕手に捕球されたら、走り出している三塁走者がアウトという時に斎木が身を乗り出し、バットの先端に当ててファウルにしたという。ここが勝負の分かれ目となり、斎木は改めてスクイズに出て成功。安井は捕球して一塁に投げたが悪送球となった間に三塁走者だけでなく二塁走者も本塁を突き2点を先制し、続く長島の三塁打で3点差にして試合を決めた。ラジオ中継では「このシュートは打てません」と、投球を見たアナウンサーがそう実況している。岐阜商との準決勝は、延長10回の投手戦の末1点差で敗れたが、19歳エースの奮闘は大きな話題となった。当日の甲子園は7万人の大観衆が入り、米子東も岐阜商業も同じ9安打という拮抗した戦いを演じ、最後はサヨナラ負けであった。チームが帰郷すると米子駅前には人があふれ、商店の屋根まで鈴なりで、長島は「米子にはこんなに人がいたのか」と思ったという。
大会終了後は大阪、巨人、広島と各球団からスカウトが来た。大学野球からも誘いがあったが、家庭の事情で就職すると決めていた。卒業前には土井垣武から助言を受けたこともあったが、卒業後の1957年に広畑野球部から誘いのあった富士製鉄へ入社。1958年の選抜社会人野球大会で初めて後楽園のマウンドに立ち、日通浦和の堀本律雄と投げ合い、9回を終わって0-0と決着せず、サスペンデッドになり翌日再試合して再び堀本と投げ合い6-0で勝利。長島は4日間にわたって快投を見せ、軽く青白く線の細さを感じさせながら、速球と制球力の良いカーブで強打を誇る日通を2日間にわたって抑えた。1962年までプレーし、都市対抗には5回出場。1958年の大会では松下電器に補強され、日本石油との開幕戦では先発を任される。1961年の大会では初戦の東邦レーヨン戦で勝利を挙げ、大工勝と共にチームの四強に貢献。
引退後は社業の傍ら、勧誘があった広畑の軟式野球部に入部。当時所属していた資材課を中心にして「クローニー」というチームを作り、姫路市の軟式野球連盟に登録して、Cクラスの大会に出場できるようになって、対外試合を楽しんだ。
姫路南高校でもコーチ（1966年）→監督（1967年）を務め、万年Cクラスに甘んじているチームを鍛え上げたが、監督として夏の大会に臨もうという最中に、東京本社への転勤の話が告げられる。長島は会社人事部門に事情を説明して人事異動の時期を8月の発令に変更してもらい、この事は野球部長には伝えたが、生徒たちには一切伏せて県大会に臨んだ。姫路南は県予選の準々決勝まで進出し、優勝候補として呼び声の高かった姫路商業高校に1-5で敗退。 
赴任後は家族を連れて東京に移り住むが、本社にも軟式野球部があり、長島はすぐに入部して草野球を始めた。後に本社軟式野球部の監督を務め、1997年に定年退職。
退社後も軟式野球や還暦野球で70歳まで野球を続けたほか、横浜市戸塚区で1977年に購入した土地に妻と暮らし、2007年からは米子市の観光大使を務めた。

## 著書
- 長島康夫『19歳の甲子園 昭和31年夏高校野球熱闘譜』茉莉花社、2011年4月12日。ISBN 978-4-309-90910-3。